# Fructuoso Canonge
Fructuoso Canonge Francesch, más conocido como «El Gran Canonge» o «El Merlín español»(Montbrió de Tarragona, 1824-Barcelona, 1890) fue un mago e ilusionista español del siglo XIX, que llegó a ser una gran figura internacional.

## Biografía
Aunque nació en la localidad de Montbrió de Tarragona, en el Bajo Campo, a los pocos años su familia, emigró a Barcelona. A los veinte años trabajó como limpiabotas en la Plaza Real y otros lugares cercanos del centro de la ciudad. Mientras trabajaba, hacía trucos para llamar la atención de sus clientes, varios de ellos usando el betún.
De origen humilde y completamente autodidacta en la magia, en el año 1858, con 34 años de edad, debutó en el Teatro de los Campos Elíseos (Barcelona).
A partir de entonces, empezó giras y actuaciones recorriendo España y Sudamérica. Parece que inspiró al mago español, Joaquín Partagás, que le vio actuar en Buenos Aires.
Era habitual que le llamaran para actuar frente a figuras políticas de primer orden, como la reina Isabel II de España o Amadeo I de España, ante los cuales encontraba una forma inteligente de demostrar su ideología republicana.[cita requerida] Llegó a ser nombrado Caballero de la Corte por Isabel II de España.
En los registros de la Biblioteca Nacional de España se evidencia que la primera publicación dedicada a la biografía de un mago, se escribió en 1875 y está dedicada a Canonge.

## Reconocimientos
En 2011, la Biblioteca Nacional de España, incluyó a Canonge en la exposición: La magia en la BNE.
En la plaza Real y el carrer de la Esperanza de Barcelona, hay dos placas que recuerdan que en esos lugares solía colocarse Canonge cuando trabajaba como limpiabotas en su juventud. Entre el año 2015 y 2016, la Fundación Setba de Barcelona, le dedicó la exposición: La magia de la Real.